# Monocentrus electa
Monocentrus electa är en insektsart som beskrevs av Melichar. Monocentrus electa ingår i släktet Monocentrus och familjen hornstritar. Inga underarter finns listade i Catalogue of Life.